# Eugen Läuppi
Eugen Läuppi (* 1919; † 1999) war ein Schweizer Arzt und Rechtsmediziner.
Läuppi löste 1960 Joseph Dettling als Leiter des Instituts für Gerichtliche Medizin der Universität Bern ab; 1982 (1983) wurde er von Josef Zink abgelöst. Von 1969 bis 1971 war Läuppi Dekan der Medizinischen Fakultät derselben Universität.

## Veröffentlichungen (Auswahl)
- mit B. Pellmont, F. A. Steiner, H. Besendorf und H. P. Bächtold: Zur Pharmakologie des „Taractan“, eines Neurolepticums mit besonderem Wirkungscharakter. In: Helv Physiol Pharmacol Acta. Band 18, 1960, S. 241 ff.